# Feliks Gondek
Feliks Gondek (ur. 21 maja 1821 w Bobowej k. Gorlic, zm. 9 kwietnia 1892 w Bochni) – polski duchowny katolicki, kaznodzieja, pisarz, proboszcz i wicedziekan w Krzyżanowicach, następnie w Trzcianie. Asesor i radca tarnowskiego konsystorza biskupiego.

## Życiorys
Pochodził z rodziny mieszczańskiej. Był synem Wawrzyńca i Franciszki z domu Nowak. Szkołę podstawową ukończył w rodzinnej Bobowej, gimnazjum prawdopodobnie w Nowym Sączu. Teologię studiował w Tarnowie i tu w 1846 r. przyjął święcenia kapłańskie z rąk biskupa Józefa Wojtarowicza. Pracował jako wikariusz w Makowie (od 1846) i w Chełmie (od 1847). W 1848 r. został katechetą w bocheńskim gimnazjum. W 1854 r. objął probostwo w Krzyżanowicach, 13 października 1882 r. przeniósł się na probostwo w Trzcianie. 11 maja 1891 r. zrezygnował z probostwa i zamieszkał w Bochni.

## Wspomnienia z pielgrzymki do Ziemi Świętej w roku 1859 odbytej
W 1860 roku napisał w Krzyżanowicach wspomnienia ze swojej podróży do Ziemi Świętej, którą odbył rok wcześniej. Przyczyną powstania dzieła, zasygnalizowaną już we wstępie, była chęć pozostawienia go dla przyszłych pokoleń. Książka podzielona jest na 11 rozdziałów.  Na początku opisane są przygotowania autora do wyjazdu oraz podróż na Bliski Wschód. Większość treści dzieła zajmuje pobyt Gondka w Palestynie. Opisuje on poszczególne miejsca związane z wydarzeniami z Nowego Testamentu. Wymienione zostały, między innymi, Nazaret, Kana Galilejska, Góra Tabor, Jerozolima, Jerycho, rzeka Jordan oraz Betlejem. Autor odwiedza miejsca kultu chrześcijańskiego związane z życiem i śmiercią Chrystusa. Szczególnie wiele miejsca poświęca Jeruzalem. Bierze tam udział w nabożeństwach, opisuje obchody Wielkiego Tygodnia, zwiedza miasto oraz jego święte miejsca. Ostatnia część wspomnień poświęcona jest pożegnaniu Ziemi Świętej i powrotowi autora do Polski.

## Twórczość
- Wspomnienia z pielgrzymki do Ziemi Świętej w roku 1859 odbytej (Bochnia 1860)[5]
- O Maronitach i innych pokoleniach na Libanie (Bochnia 1860)
- Jozafata dolina czyli sąd ostateczny (Kraków 1861)[6]
- Prawdy nad prawdami czyli lekarstwo niebieskie dla człowieka (Kraków 1862)
- Gorzałka źródłem wszystkich zbrodni wobec Boga i ludzi (Kraków 1864)[7]
- Ćwiczenia duchowe czyli lekarstwo niebieskie dla człowieka (Kraków 1865)[8]
- Siedem grzechów głównych. Pycha (Kraków 1869)[9]
- Siedem grzechów głównych. Łakomstwo (Kraków 1869)[10]
- Siedem grzechów głównych. Nieczystość. Obżarstwo (Kraków 1871)[11]
- Siedem grzechów głównych. Zazdrość. Gniew. Lenistwo (Kraków 1871)[12]
- Wieczór św. Sylwestra czyli wypisy z mojego dziennika (Kraków 1875)[13]
- Rozmyślania nad ewangieliami każdego dnia wielkiego postu ku zbudowaniu i uświęceniu ludu chrześcijańskiego (Kraków 1881)[14]
- Męka pańska do rozmyślania w poście i w dni piątkowe (Kraków 1882)
- Czyściec, wieczność i czas (Kraków 1887)